# Master of Orion: Conquer the Stars
Master of Orion (сокр. MoO или MOO) — компьютерная игра в жанре пошаговая стратегия, продолжение в серии игр Master of Orion, начало которой относится к 1993 году. Создана аргентинской студией NGD Studios.
Новая версия Master of Orion относится к жанрам 4X и глобальная стратегия. Игрок становится во главе одной из 10 доступных рас и сражается за космическое господство путём завоевания и освоения галактических систем. Одолеть соперника в бою можно с помощью навыков дипломатии или используя современные технологии.

## Издания игры
Игра вышла в двух вариантах: стандартное и коллекционное издания.

### Стандартное издание
Стандартное издание Master of Orion возрождает культовую стратегию в жанре 4X, т.е. «исследуй просторы космоса, покоряй миры, манипулируй лидерами и накапливай ресурсы, чтобы привести одну из 10 рас к господству в галактике».

### Коллекционное издание
В коллекционное издание входит:
- эксклюзивная версия игры с новой расой, недоступной в стандартной версии — терраны;
- режим «классической» графики, превращающий 3D-корабли в пиксельные изображения;
- все предыдущие игры серии Master of Orion;
- ранний доступ;
- уникальный цифровой артбук;
- саундтрек в оркестровой обработке.

## Разработка
В июле 2013 стало известно, что Wargaming приобрела права на франшизу Master of Orion. 9 июня 2015 Wargaming объявила о своих планах издать новый проект в рамках франшизы, который создается командой NGD Studios.
Master of Orion является сиквелом серии игр, разработанных компаниями Simptex и Quicksilver Software: Master of Orion (1993), Master of Orion II: Battle at Antares (1996) и Master of Orion III (2003).

## Игровой процесс
Master of Orion — пошаговая стратегия, в которой игрок управляет одной из 10 (11 в коллекционном издании) космических рас. Каждая раса претендует на галактическое господство и сражается или объединяется с другими народами, управляемыми AI. В распоряжении игрока — целые колонии обитателей безграничной Вселенной, а также современные технологии.
Игрок занимается строительством космических кораблей, налаживает дружественные связи с другими расами и сражается за контроль над галактикой. Управляя сначала только родной планетой, игрок постепенно начинает строить империю и распоряжаться четырьмя видами ресурсов: Кредитами, Исследованием, Продовольствием и Производством.
Под грамотным контролем колония расширяется, космический флот растет, а игрок приступает к завоеванию новых планет, осваивает межгалактическую торговлю и сражается с другими народами за господство во Вселенной.
Победа достигается полным уничтожением всех других рас или же обладанием права на установление мира.
Межзвёздное передвижение работает по принципу третей части, то есть корабли могут перемещаться только по специальным тоннелям между соседними звёздами. На точках выхода можно строить защитные станции, которые блокируют этот тоннель для недружественных рас и участвуют в сражениях в этой точке, либо станции дальнего обнаружения. Это осуществляется специальными мобильными заводами, которые также строят различные станции на астероидах и газовых гигантах. В конце концов, они также могут коллапсировать газовые гиганты и пояса астероидов в новые планеты.

## Расы
В игре те же самые изначальные расы как и в оригинале: алкари, булрати, дарлоки, клаконы, люди, меклары, мрршаны, псилоны, саккра и силикоиды. Однако, для тех, кто приобрёл коллекционное издание, также добавляется Терранское ханство, раса злобных и империалистичных людей, разительно отличающихся от своих земных братьев. По сюжету, терраны были похищены антаранцами и использованы как солдаты в их древней войне с орионцами, впоследствии они были брошены на умирающей планете в системе Альфа Кита. Лишь жестокость правящих ханов позволила им выжить. Корабли терранов выглядят как корабли земных людей, однако их цветовая гамма гораздо более тёмная, и в ней преобладают серые и красные тона.
Как и прежде, существует редактор расы, где игрок может использовать некое количество очков чтобы получить те или иные преимущества (или недостатки) для новой расы. Визуально, новая раса выглядит как одна из существующих рас (по выбору) и заменяёт её.
Все персонажи в игре озвучены профессиональными актёрами, включая Марка Хэмилла, Роберта Инглунда, Алана Тьюдика, Джона де Ланси, Майкла Дорна и Дуайта Шульца.

## Отзывы и продажи
| Сводный рейтинг | Сводный рейтинг         |
| Агрегатор       | Оценка                  |
| --------------- | ----------------------- |
| GameRankings    | 74,84 %                 |
| Metacritic      | 74/100 (PC, 39 обзоров) |

Игра получила смешанные отзывы. На сайте-агрегаторе Metacritic средняя оценка игры составляет 74 из 100 на основе 39 обзоров для платформы PC.
Проект хорошо был принят прессой, которая отметила отличную графику, множество интересных геймплейных механик игры и достаточный уровень свободы. Тем не менее стратегию посредственно приняли игроки, открыто говоря об упрощении игрового процесса. Кроме того, отмечается излишне "мультипликационная" графика, существенно портящая эффект погружения, и слишком высокие фактические системные требования. На практике, более-менее комфортно игра идет первые 50 ходов, после чего время каждого следующего хода увеличивается в прогрессии.
Летом 2018 года, благодаря уязвимости в защите Steam Web API, стало известно, что точное количество пользователей сервиса Steam, которые играли в игру хотя бы один раз, составляет 243 222 человека.